# Torf
Cet article possède un paronyme, voir Torfs.
Torf, seigneur normand du Xe siècle, serait l'ancêtre des familles de Beaumont et de Harcourt. À en juger par son prénom et celui de ses fils, il est probable qu'il soit d'origine scandinave. 

## Un personnage très peu connu
Son existence est uniquement rapportée par Guillaume de Jumièges dans son Gesta Normannorum Ducum (XIe siècle). Le moine explique qu'il était le père de Turold de Pont-Audemer et qu'il a donné son nom à plusieurs villes de Normandie appelées Tourville. Il est possible que la commune de Tourville-sur-Pont-Audemer (Torivilla, Turvilla vers 1034) lui doive son nom. 
Quelques historiens comme Jacques Le Maho l'identifient à Turstin le Riche, un grand propriétaire de la vallée de la Seine et possible beau-père de Robert le Danois. D'autres ouvrages, moins fiables, verraient dans Torf le fils ou le petit-fils de Bernard le Danois, régent du duché de Normandie lors de la minorité du duc Richard Ier de Normandie.

## Descendance
Toujours selon Guillaume de Jumièges, Torf eut deux fils :
- Turquetil,  seigneur d'Harcourt, ancêtre des  Harcourt ;
- Turold, seigneur de Pont-Audemer, ancêtre des Beaumont par son mariage avec Wewe, sœur de la duchesse  Gonnor, femme de Richard Ier, dont Onfroi de Vieilles.